# 가미우치다촌
가미우치다촌(일본어: 上内田村)은 일본 시즈오카현의 서부, 기토군·오가사군에 속했던 촌이다. 현재의 가케가와시 중부 도메이 고속도로의 남측 일대에 해당한다.

## 역사
- 1889년 4월 1일 - 정촌제 시행에 의해 기토군 가미우치다촌이 성립하였다.
- 1896년 4월 1일 - 군 개편에 의해 가미우치다촌은 기토군에서 오가사군으로 변경되었다.
- 1950년 10월 10일 - 가케가와정에 편입해, 동일 가미우치다촌은 폐지되었다.

## 참고 문헌
- 角川日本地名大辞典編纂委員会,『角川日本地名大辞典 22 静岡県』, 角川書店, 1978年, ISBN 4040012208